# Anderson Mesa
Anderson Mesa (Navajo: Hosh Dikʼání) ist ein Tafelberg in den Vereinigten Staaten, der etwa 20 Meilen (32,18 Kilometer) südöstlich von Flagstaff, Coconino County, Arizona; östlich des Lake Mary und nördlich des Mormon Lake liegt (Koordinaten).
Auf diesem Tafelberg mit einer Höhe zwischen 1900 und 2200 Meter über dem Meeresspiegel befindet sich seit 1959 die Anderson Mesa Station, eine astronomische Beobachtungseinrichtung des Lowell-Observatoriums. Da die Landschaft sehr flach ist, beherbergt sie seit 1992 ebenfalls das Naval Observatory Navy Precision Optical Interferometer (NPOI).